# Васильчиков, Алексей Васильевич (1780)
Алексей Васильевич Васильчиков (1780—1833) — новгородский губернатор, сенатор, псковский губернский предводитель дворянства. Тайный советник, действительный камергер.

## Биография
Родился в ноябре 1780 года. Отец — новгородский предводитель дворянства бригадир Василий Алексеевич Васильчиков (1754—1830); мать — Екатерина Илларионовна, урождённая Овцына. В семье было ещё три сына: Илларион, Дмитрий, Николай и две дочери: Татьяна и Елизавета. Семья много времени проводила в родовом имении Выбити, выезжая на балы в Москве, Санкт-Петербурге и Новгороде. С начала августа до сентября они постоянно гостили у родственников: в резиденции графа Шереметева в Крыму или дворце князя Кочубея в Одессе.
В период 13.11.1800—07.12.1806 — член Коммерц-коллегии; с 7 декабря 1806 года был «причислен для определения к Герольдии»; с 15 марта 1807 года — гражданский губернатор Новгородской губернии — до 27 января 1812 года.
В 1826—1829 годах был псковским губернским предводителем дворянства.
С 16 апреля 1828 года — сенатор и тайный советник.
Умер 18 (30) апреля 1833 года.